# Renovace

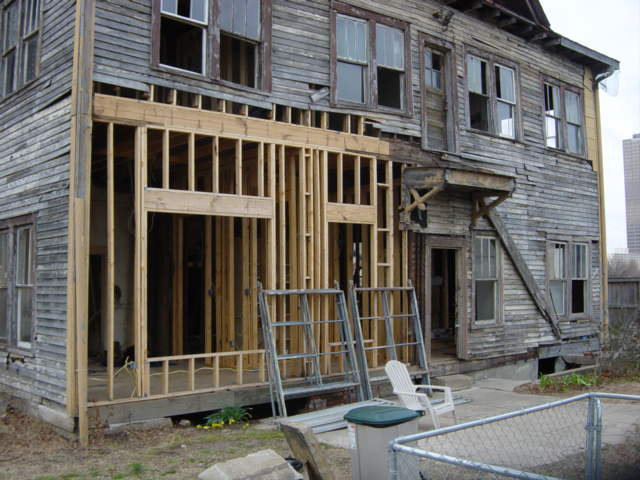
Renovace budovy

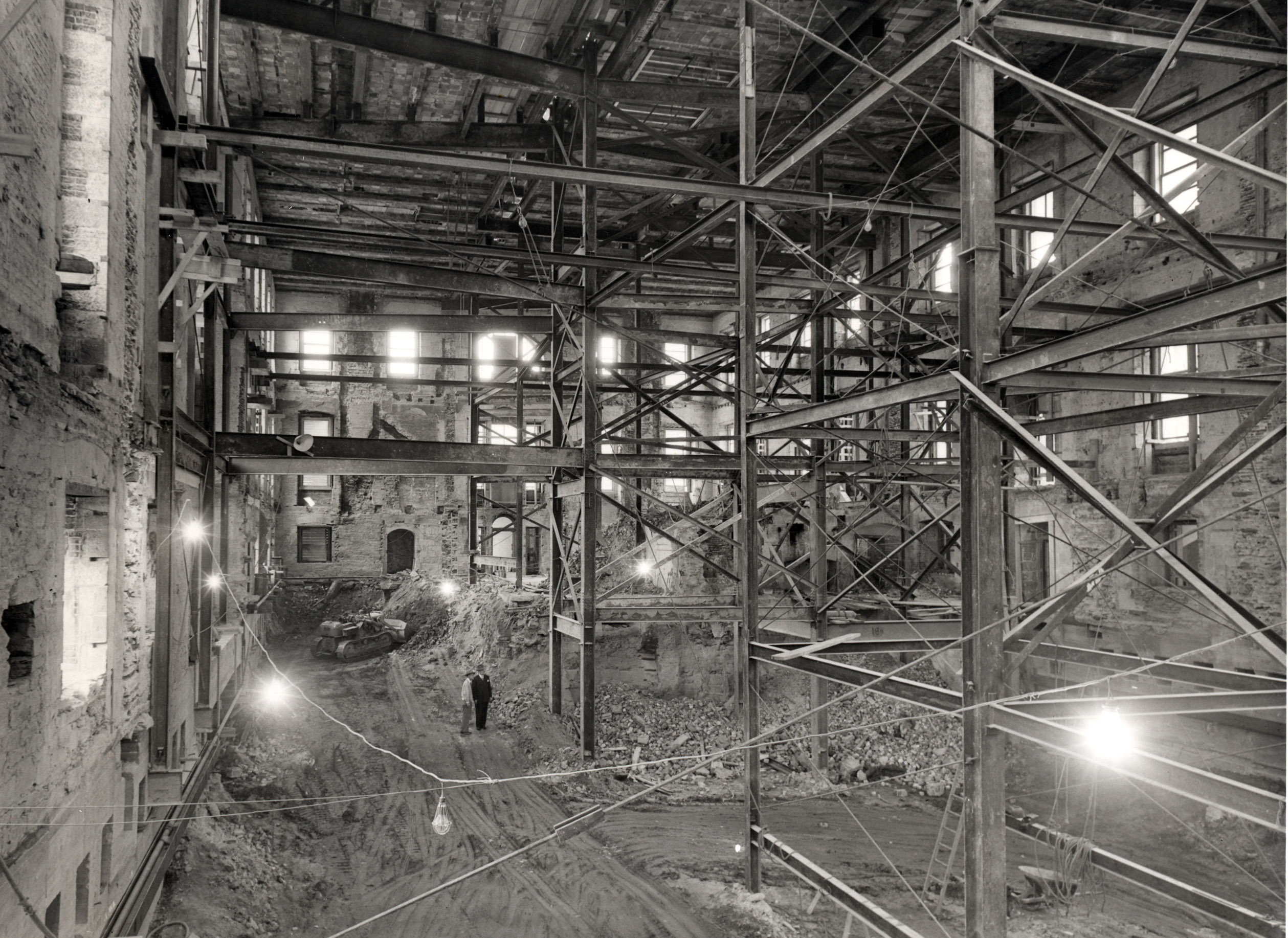
Trumanova renovace Bílého domu, 17. května 1950

Renovace je soubor operací v technologickém postupu, jimiž se opotřebovaná nebo jinak poškozená věc uvede do původního geometrického tvaru, rozměru, atd.
Renovovat se dají starožitnosti, budovy, ale i tonerové kazety (čímž je lze opakovaně použít) a znovu zničit. Renovace je častá dnes u mobilních telefonů.